# Prix Brage

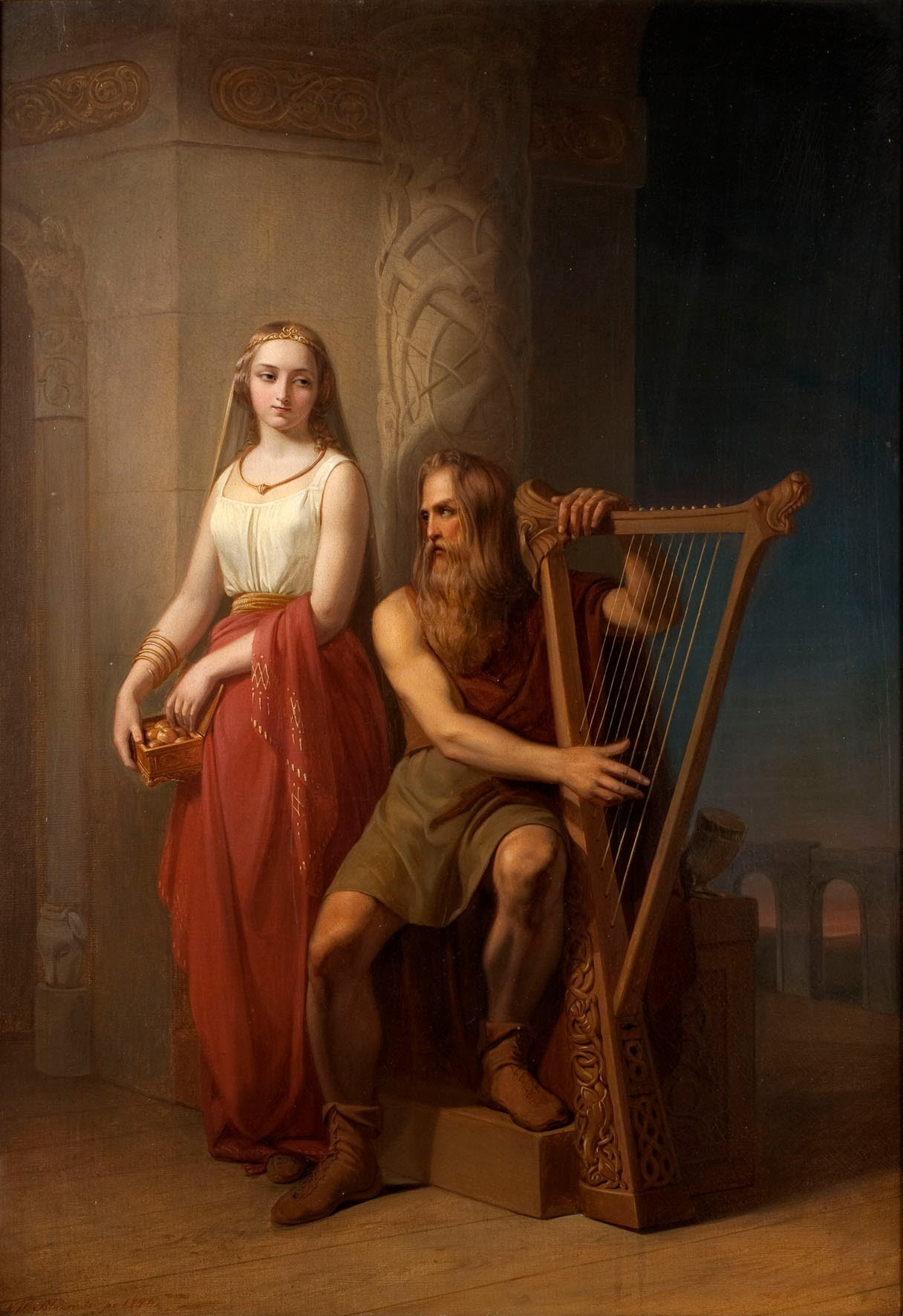
Le nom du dieu scandinave de la poésie, Bragi, a été donné au prix littéraire norvégien le Prix Brage.

Le prix Brage (Brageprisen en norvégien) est le plus prestigieux des prix littéraires norvégiens.Son nom vient de Bragi, dieu de l'éloquence et de la poésie dans la mythologie nordique.

## Lauréats

### Livres de fiction pour adultes
- 1992 - Karsten Alnæs : Trollbyen
- 1993 - Øystein Lønn : Thranes metode
- 1994 - Sigmund Mjelve : Område aldri fastlagt
- 1995 - Ingvar Ambjørnsen : Fugledansen
- 1996 - Bergljot Hobæk Haff : Skammen
- 1997 - Liv Køltzow : Verden forsvinner
- 1998 - Kjartan Fløgstad : Kron og mynt
- 1999 - Frode Grytten : Bikubesong
- 2000 - Per Petterson : I kjølvannet (Dans le sillage)
- 2001 - Lars Saabye Christensen : Halvbroren (Le Demi-frère)
- 2002 - Niels Fredrik Dahl : På vei til en venn (Le Regard d'un ami)
- 2003 - Inger Elisabeth Hansen : Trask
- 2004 - Hanne Ørstavik : Presten
- 2005 - Marita Fossum : Forestill deg
- 2006 – Dag Solstad : Armand V. Fotnoter til en uutgravd roman (Armand V. Notes de bas de page d'un roman exhumé)
- 2007 – Carl Frode Tiller : Innsirkling
- 2008 – Per Petterson : Jeg forbanner tidens elv (Maudit soit le fleuve du temps)
- 2009 - Karl Ove Knausgård : Min kamp. Første bok
- 2010 - Gaute Heivoll : Før jeg brenner ned
- 2011 - Tomas Espedal : Imot naturen
- 2012 - Lars Amund Vaage : Syngja
- 2013 - Ruth Lillegraven : Urd

- 2014 - Rune Christiansen pour Ensomheten i Lydia Ernemans liv.
- 2015 - Lars Saabye Christensen pour Magnet.
- 2016 – Monica Isakstuen pour Vær snill med dyrene.
- 2017 – Olaug Nilssen pour Tung tids tale.
- 2018 – Tore Kvæven pour Når landet mørknar.
- 2019 – Nina Lykke pour Full spredning.
- 2020 – Beate Grimsrud pour Jeg foreslår at vi våkner.
- 2021 – Jon Fosse pour Eit nytt namn (Septologien VI-VII).
- 2022 – Ingeborg Arvola pour Kniven i ilden. Ruijan rannalla – Sanger fra Ishavet.
- 2023 – Frode Grytten pour Den dagen Nils Vik døde.

### Livres pour les enfants et la jeunesse
- 1992 - Ragnar Hovland : Ein motorsykkel i natta
- 1993 - Torill Eide : Skjulte ærend
- 1994 - Klaus Hagerup : Markus og Diana. Lyset fra Sirius
- 1995 - Liv Marie Austrem et Akin Düzakin : Tvillingbror
- 1996 - Eirik Newth : Jakten på sannheten
- 1997 - Harald Rosenløw Eeg : Vrengt
- 1998 - Stein Erik Lunde : Eggg
- 1999 - Erna Osland : Salamanderryttaren
- 2000 - Rune Belsvik : Ein naken gut
- 2001 - Anne B. Ragde : Biografien om Sigrid Undset. Ogsaa en ung Pige
- 2002 - Gro Dahle et Svein Nyhus (ill.) : SNILL
- 2003 - Helga Gunerius Eriksen et  Gry Moursund : Flugepapir
- 2004 - Harald Rosenløw Eeg : Yatzy
- 2005 - Arne Svingen : Svart elfenben
- 2006 – Stian Hole : Garmanns sommer
- 2007 – Linn T. Sunne : Happy
- 2008 – Johan Harstad : Darlah – 172 timer på månen
- 2009 - Maria Parr : Tonje Glimmerdal
- 2010 - Hilde Kristin Kvalvaag : Fengsla
- 2011 – Inga Sætre : Fallteknikk
- 2012 - Kari Stai : Jakob og Neikob. Tjuven slår tilbake
- 2013 - Brynjulf Jung Tjønn : Så vakker du er
- 2014 – Annette Münch pour Badboy: Steroid
- 2015 - Torun Lian pour Reserveprinsesse Andersen (ill. de Øyvind Torseter)
- 2016 - Anders N. Kvammen pour Ungdomsskolen
- 2017 – Maria Parr pour Keeperen og havet
- 2018 - Anna Fiske pour Elven
- 2019 - Ane Barman pour Draumar betyr ingenting
- 2020 - Jenny Jordahl pour Hva skjedde egentlig med deg?
- 2021 - Erlend Skjetne pour Eit anna blikk
- 2023 – Maria Parr pour Oskar og eg (ill. de Åshild Irgens)
- 2024 - Kristina Quintano pour Flukt

### Livres de non-fiction
- 1992 - Arne Forsgren (red) : Rockleksikon
- 1993 - Trond Berg Eriksen : Reisen gjennom helvete. Dantes inferno
- 1994 - Einar-Arne Drivenes, Marit Hanne Hauan et Helge A. Wold : Nordnorsk kulturhistorie
- 1995 - Espen Dietrichs et Leif Gjerstad : Vår fantastiske hjerne
- 1996 - Arild Stubhaug : Et foranskutt lyn. Nils Henrik Abel og hans tid
- 1997 - Arne Wichstrøm : Kvinneliv, kunstnerliv. Kvinnelige malere i Nørge før 1900
- 1998 - Leif Ryvarden et Klaus Høiland : Er det liv, er det sopp
- 1999 - Torbjørn Færøvik : India - Stevnemøte med skjebnen
- 2000 - Johan Galtung : Johan uten land. På fredsveien gjennom verden
- 2001 - Atle Næss : Da jorden stod stille - Galileo Galilei og hans tid
- 2002 - Ivo de Figueiredo : Fri mann
- 2003 - Knut Kjeldstadli (red.) : Norsk innvandringshistorie I-III
- 2004 - Tor Bomann-Larsen : Folket. Haakon & Maud II
- 2005 - Odd Karsten Tveit : Krig og diplomati. Oslo-Jerusalem 1978-1996
- 2006 – Bent Sofus Tranøy : Markedets makt over sinnene
- 2007 – Frank Rossavik : Stikk i strid – Ein biografi om Einar Førde
- 2008 – Bjørn Westlie : Fars krig
- 2009 - Kjetil S. Østli : Politi og røver
- 2010 - Tone Huse : Tøyengata
- 2011 -  Simen Ekern : Roma
- 2012 - Torbjørn Færøvik : Maos Rike. En lidelseshistorie
- 2013 - Steffen Kverneland pour ses illustrations d'Edward Munch

### Catégorie ouverte
- 1996 - Essai : Sven Kærup Bjørneboe pour Jerusalem, en sentimental reise
- 1997 - Album illustré pour enfants :  Liv Marie Austrem et Akin Düzakin pour Tvillingsøster
- 1998 - Traduction de fiction : Christian Rugstad pour L'Année de la mort de Ricardo Reis de José Saramago
- 1999 - Biographie : Anders Heger pour Mykle. Et diktet liv
- 2000 - Roman criminel : Karin Fossum pour Elskede Poona
- 2001 - Poésie :  Annie Riis pour Himmel av stål
- 2002 - Livre pour la jeunesse : Synne Sun Løes pour Å spise blomster til frokost
- 2003 - Littérature de voyage : Torbjørn Færøvik pour Kina. En reise på livets elv
- 2004 - Nouvelle : Arne Lygre pour le recueil Tid inné
- 2005 - Bande dessinée : John Arne Sæterøy (Jason) pour La meg vise deg noe…
- 2006 – Manuel scolaire 1.–10. trinn: Kathinka Blichfeldt, Tor Gunnar Heggem et Ellen Larsen pour Kontekst - basisbok i norsk for ungdomstrinnet
- 2007 – Non-fiction pour enfants : Jon Ewo et Bjørn Ousland pour Fortellingen om et mulig drap
- 2008 – Poésie : Øyvind Rimbereid pour Herbarium
- 2009 - Traduction de fiction : Bjørn Alex Herrman pour Moby Dick de Herman Melville
- 2010 - Album illustré pour enfants ou/et adultes : Stian Hole pour Garmanns hemmelighet
- 2011 - Biographie : Arnhild Skre pour Hulda Garborg: Nasjonal strateg
- 2012 - Livre pour la jeunesse : Linn T. Sunne pour  Lille ekorn
- 2013 - Yann de Caprona pour Norsk etymologisk ordbok

### Prix d'honneur
- 1992 - Sigmund Skard
- 1993 - prix non remis
- 1994 - Halldis Moren Vesaas
- 1995 - Anne-Cath. Vestly
- 1996 - Kjell Askildsen
- 1997 - Jan Erik Vold
- 1998 - Dag Solstad
- 1999 - Kjell Aukrust
- 2000 - Eldrid Lunden
- 2001 - Jon Bing
- 2002 - Jostein Gaarder
- 2003 - Karsten Alnæs
- 2004 - NORLA - Centre de littérature norvégienne de fiction et de non-fiction à l'étranger
- 2005 - Jon Fosse
- 2006 – Kari et Kjell Risvik
- 2007 – Guri Vesaas
- 2008 – Kjartan Fløgstad
- 2009 - Tor Åge Bringsværd
- 2010 - Herbjørg Wassmo[1]
- 2011 - Kolbein Falkeid
- 2012 - Knut Faldbakken
- 2013 - Les bibliothèques publiques de Norvège
- 2014 - Vigdis Hjorth
- 2015 - Einar Økland
- 2016 - Elisabeth Aasen
- 2017 -  Kari Grossmann
- 2018 - Klaus Hagerup

## Lauréats d'anciens prix

### Livres d'apprentissage
- 1992 - Askeland : Soria Moria
- 1993 - Tore Linnè Eriksen : Norge og verden fra 1850 - 1940
- 1994 - Benestad : Tallenes tale - Matematikk for 5 timers grunnkurs
- 1995 - Astrid Carlson, Svein Olav Drangeid et Truls Lind : Humanbiologi

### Poésie
- 1992 - Paal-Helge Haugen : Sone 0
- 1993 - Jan Erik Vold : IKKE
- 1995 - Øyvind Berg : Forskjellig

### Livres d'images
- 1992 - Sissel Solbjørg Bjugn et Fam Ekman : Jente i bitar
- 1993 - Else Færden et Sissel Gjersum : Garnnøstet som forsvant

### Littérature générale
- 1992 - Ida Blom : Cappelens kvinnehistorie
- 1993 - Tordis Ørjasæter : Menneskenes hjerte. Sigrid Undset - en